# World Scientific
World Scientific Publishing, обычное сокращение WS — научно-техническое издательство общего профиля, выпускающее книги и журналы, со штаб-квартирой в Сингапуре. Было основано в 1981 году. В 2014 году издательство выпустило около 600 книг и печатало около 130 журналов в различных отраслях науки, техники и медицины. С 1996 года World Scientific публикует издания онлайн, включая электронные копии журналов, трудов конференций и книги, а также имеет интернет-магазин.

## Структура компании
Головной офис компании размещается в Сингапуре и имеет около 200 сотрудников. Региональные офисы существуют в США, Великобритании, Германии, Японии, Индии, КНР, Тайване, Гонконге и Израиле и включают около 450 сотрудников.

### Подразделения
- Global Publishing: публикации на китайском и английском[4]
- Meeting Matters International: помощь в подготовке, проведении конференций и печать трудов[4],
- Stallion Press: услуги дистрибуции и предпечатной подготовки для клиентов из Европы, США и Сингапура[4],
- World Scientific Printers: услуги дизайна и печати, включая печать по требованию[4],
- LAB Creations: консультации по дизайну и печати,
- Aces: компания по оказанию редакторских услуг, включая ведение проектов.

#### Imperial College Press
В 1995 году компания выступила сооснователем, вместе с Имперским колледжем Лондона, издательства Imperial College Press, специализирующегося в области технических наук, медицины и информационных технологий. С 2006 года издательство полностью принадлежит World Scientific, согласно лицензионному соглашению с университетом.

### Импринты
World Scientific выпускает издания под примерно 20 различными импринтами, среди которых находятся:
- DL Publishing
- Global Publishing

## Нобелевские лекции
В настоящее время WS является издательством, выпускающим по договору с Нобелевским комитетом полное собрание нобелевских лекций с 1901 года. До этого лекции печатались издательством Elsevier, однако проект был свёрнут в 1970 году.

## Репутация
В 2014 году Литературная премия Сингапура стала центром скандала, связанного с тем, что премии по категории нехудожественной литературы (англ. non-fiction) были названы в честь World Scientific, которое спонсировало категорию. Ещё больше масла в огонь подлило присуждение части приза за лучшую нехудожественную работу на английском языке книге Линь Сянъюаня «Лидер, учитель и вы» (англ. The Leader, The Teacher & You) (2013), напечатанной World Scientific.
По классификации нидерландской программы аспирантуры SENSE оно в 2020 году входило в категорию B научных издательств. Издательство публикует более 100 высокоцитируемых респектабельных научных журналов уровня Q1-Q2, однако среди его публикаций встречаются и труды креационистских конференций.